# Estación de Cocentaina
Cocentaina es un apeadero ferroviario situado en el municipio español homónimo en la provincia de Alicante, Comunidad Valenciana. Cuenta con servicios de media distancia operados por Renfe

## Situación ferroviaria
Las instalaciones se encuentran situadas en el punto kilométrico 59,2 de la línea férrea de ancho ibérico que une Játiva con Alcoy, a 513 metros de altitud sobre el nivel del mar, entre las estaciones de Agres y de Alcoy. El tramo es de vía única y está sin electrificar.

## Historia
La estación original fue abierta al tráfico en 1904 con la apertura del último tramo de la línea que pretendía unir Játiva con Alcoy que discurría entre Onteniente y Alcoy. Las obras fueron realizadas por la compañía «Norte», si bien la concesión original la obtuvo el Marqués de Campo. En 1941, tras la nacionalización del ferrocarril en España la estación pasó a ser gestionada por la recién creada RENFE. Desde enero de 2005 el ente Adif es la titular de las instalaciones ferroviarias.
El actual apeadero es una construcción moderna que se encuentra situado más cerca de la población, careciendo de edificio de viajeros y estando dotado de unas instalaciones mucho más sencillas.

## Servicios ferroviarios

### Media Distancia
Los trenes de media distancia de Renfe cubren el trayecto Valencia-Alcoy. La frecuencia diaria varía entre los 3 y 5 trenes en cada sentido. 
| Línea MD | Trenes   | Origen/Destino |  | Destino/Origen |
| -------- | -------- | -------------- |  | -------------- |
| 47       | Regional | Valencia       |  | Alcoy          |